# Hannó (344 aC)
Hannó fou un militar cartaginès enviat a Sicília l'any 344 aC amb una flota, segons informa Diodor de Sicília. En totes les operacions posteriors d'aquesta campanya Plutarc diu que estaven sota comandament de Magó, però en un passatge diu que un Hannó manava un esquadró encarregat d'interceptar a les naus corínties. No se sap amb certesa quin dels dos personatges manava en realitat la flota. Hi ha qui pensa que Diodor es va equivocar i va dir Hannó per Magó.